# Ceratobia ratjadae
Ceratobia ratjadae är en fjärilsart som beskrevs av Passerin 1978. Ceratobia ratjadae ingår i släktet Ceratobia och familjen äkta malar. Inga underarter finns listade i Catalogue of Life.